# Sepp Dietrich

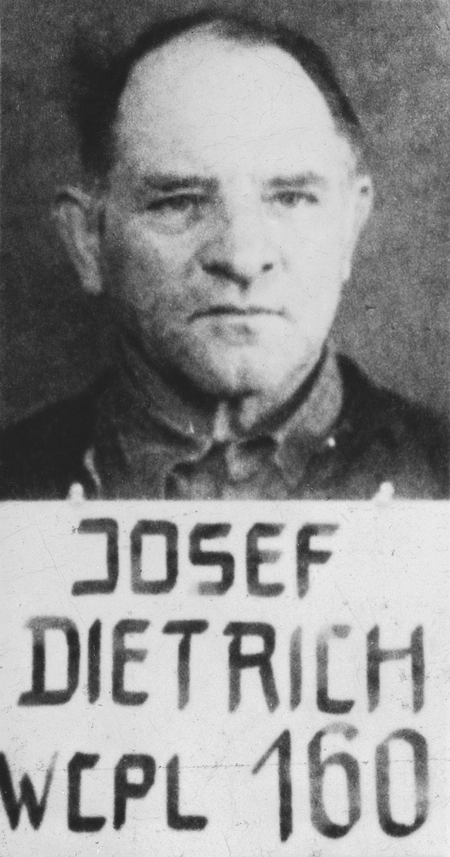
Josef Dietrich in alliierter Haft (um 1946)

Josef „Sepp“ Dietrich (auch Joseph Dietrich; * 28. Mai 1892 in Hawangen; † 21. April 1966 in Ludwigsburg) war ein deutscher General der SS und Kriegsverbrecher. Dietrich war unter anderem Kommandeur der Leibstandarte SS Adolf Hitler, der Leibgarde Adolf Hitlers sowie als SS-Oberst-Gruppenführer und Generaloberst, neben Paul Hausser der ranghöchste Offizier in der Waffen-SS. Nach dem Zweiten Weltkrieg wurde Dietrich als Mitverantwortlicher für das Malmedy-Massaker und wegen seiner Rolle bei Morden in Zusammenhang mit dem sogenannten Röhm-Putsch zu Freiheitsstrafen verurteilt.

## Leben
Dietrichs Eltern waren Landarbeiter in ärmlichen Verhältnissen. Er war der älteste Sohn des Pelagius Dietrich und seiner Ehefrau Kreszenzia. Zur Familie gehörten außerdem zwei Brüder und drei Schwestern. Nachdem er acht Jahre lang die Volksschule besucht hatte, wanderte er durch Österreich und Italien. Zuletzt war Dietrich in der Schweiz, wo er in Zürich eine Lehre im Hotelfach begann und diese mit Erfolg abschloss.
Er wurde 1911 zur Bayerischen Armee eingezogen und diente dort im 4. Feldartillerie-Regiment „König“ in Augsburg. Bereits nach wenigen Wochen wurde er aber wieder entlassen, da er während der Ausbildung vom Pferd gestürzt war und sich schwer verletzt hatte. Er kehrte daraufhin wieder zu seiner Familie zurück und arbeitete bei einem Bäcker als Laufbursche.
Dietrich meldete sich bei Kriegsbeginn 1914 zur Feldartillerie und war mit Unterbrechungen an der Westfront sowie 1917 in der Zwölften Isonzoschlacht und dann in einem Sturmbataillon eingesetzt. Dabei wurde er dreimal verwundet. Ab Frühjahr 1918 war er bei der bayerischen Sturmpanzerwagen-Abteilung 13, einer der ersten deutschen Panzereinheiten. Dietrich war als Geschützführer eines erbeuteten Mark-IV-Panzers eingesetzt. Für Tapferkeit wurde er mit beiden Klassen des Eisernen Kreuzes ausgezeichnet.

### Nach dem Ersten Weltkrieg
Nach dem Ersten Weltkrieg stand Dietrich ab November 1918 dem Soldatenrat der Bayerischen Sturmpanzerkampfwagen-Abteilung 13 vor. Er wurde 1919 als Vizefeldwebel aus der Bayerischen Armee entlassen. Er zog nach München und nahm als Feldwebel in einem Freikorps an der Niederschlagung der Münchner Räterepublik teil. 1920 trat Dietrich als Hauptwachtmeister in die Bayerische Landespolizei ein; gleichzeitig wurde er Mitglied im Bund Oberland. 1921 ließ er sich beurlauben, um mit dem ersten Bataillon des Freikorps Oberland u. a. an der Erstürmung des Annaberges in Oberschlesien teilzunehmen, bei der er sich durch außergewöhnliche Tapferkeit auszeichnete. Wegen seiner angeblichen Beteiligung am Hitler-Ludendorff-Putsch in München am 9. November 1923 – außer seinen eigenen Angaben liegen keine Belege vor – musste Dietrich den Polizeidienst 1924 verlassen und lebte von wechselnden Beschäftigungen.

### Eintritt in NSDAP und SS
Durch seine Bekanntschaft mit Christian Weber, in dessen Tankstelle Dietrich als Garagenmeister beschäftigt war, betätigte er sich ab 1925 für die NSDAP. Er trat zum 1. Mai 1928 in diese ein (Mitgliedsnummer 89.015) und zum 5. Mai 1928 der SS bei (SS-Nummer 1.177). Er war zunächst Expedient beim NS-Parteiverlag Eher. In München stellte Dietrich die 1. SS-Standarte auf und führte dort den „Sturm 1“ (den späteren „SS-Traditionssturm“) bis Juni 1928. Am 1. Juni 1928 wurde er zum SS-Sturmführer ernannt.
Dietrich traf ab August 1928 oft mit Adolf Hitler zusammen und gehörte aufgrund „seiner Redlichkeit, seiner absoluten Zuverlässigkeit und seinem derben Charme“ bald zu dessen engerem Kreis. Ab 18. November 1929 im Rang eines SS-Standartenführers war er Kommandeur der SS-Brigade Bayern und ab 1930 Führer der SS-Obergruppe Süd. Am 11. Juli 1930 erfolgte seine Ernennung zum SS-Oberführer. Beim Stennes-Putsch im Jahre 1931 zeigte er unbedingte Loyalität zu Hitler. Er erhielt deshalb am 18. Dezember 1931 den Dienstgrad eines SS-Gruppenführers und wurde mit der Führung des SS-Oberabschnittes „Nord“ (Hamburg) betraut. Bei der Reichstagswahl 1930 wurde Dietrich Reichstagsabgeordneter der NSDAP. Sein Mandat behielt er auch nach der Machtübertragung an die Nationalsozialisten bis Kriegsende 1945 im dann funktionslosen Reichstag.

### Zeit des Nationalsozialismus

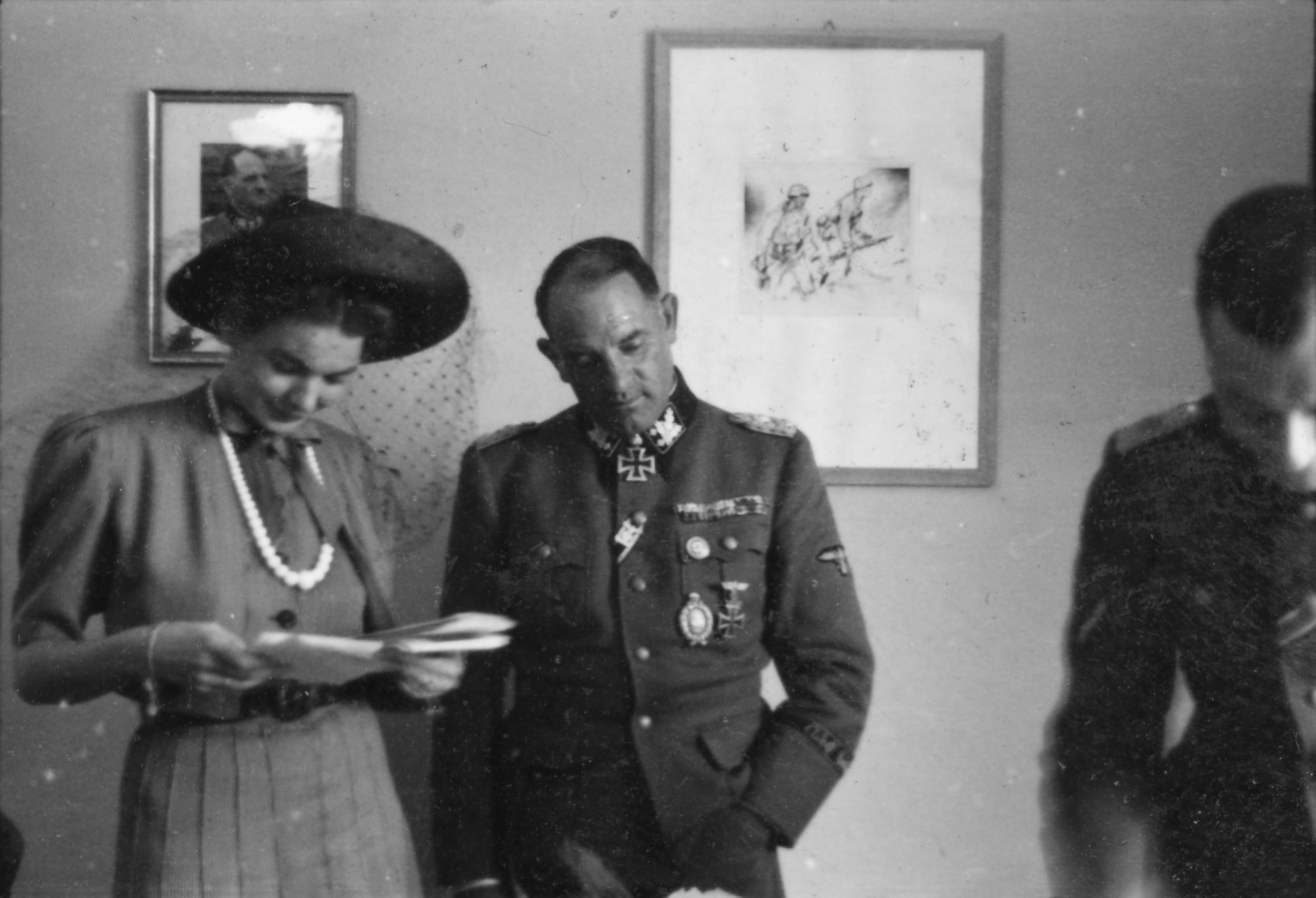
Kurt Alber: Dietrich mit seiner zweiten Ehefrau Ursula, geborene Moninger (1942)

Nach der Ernennung Hitlers zum Reichskanzler (Kabinett Hitler) wurde Dietrich am 17. März 1933 zum „persönlichen Begleiter des Führers“ ernannt. Er übernahm den Schutz Hitlers als hauptberuflicher Leiter der „Stabswache Berlin“ in der Reichskanzlei. Bereits im Februar 1932 hatte er als Leiter des SS-Führerbegleitkommandos den Personenschutz Hitlers übernommen.
Eine herausragende Rolle übernahm Dietrich bei der Erschießung der SA-Führungsspitze während des „Röhm-Putsches“: Mit Angehörigen der ersten und zweiten Schützenkompanie der zu diesem Einsatz als SS-Sonderkommando benannten Stabswache fuhr Dietrich in der Nacht vom 29. zum 30. Juni nach Bayern, wo er Hitler zur Verhaftung der Führungsspitze der SA nach Bad Wiessee begleiten sollte. Da die Abordnung des SS-Sonderkommandos sich verspätete, entschloss Hitler sich kurzfristig, nur begleitet von einem Kommando der Bayerischen Politischen Polizei nach Wiessee zu reisen. Dietrich und seine Leute beteiligten sich stattdessen nach ihrer Ankunft in München an der Sicherung der Stadt gegen einen möglichen SA-Aufstand. Auf Anordnung Hitlers organisierte Dietrich außerdem am frühen Abend des 30. Juni zusammen mit seinem Adjutanten Josias zu Waldeck und Pyrmont die Erschießung von sechs der in Wiessee und München verhafteten SA-Führer durch Angehörige der Leibstandarte im Gefängnis München-Stadelheim. Dies waren Dietrichs Duzfreund August Schneidhuber sowie Hans Hayn, Edmund Heines, Hans Adam von Heydebreck, Wilhelm Schmid und Hans Erwin von Spreti-Weilbach. Auf dem Gelände der Kadettenanstalt Lichterfelde bei Berlin ließen Dietrichs Stellvertreter Jürgen Wagner und Siegfried Taubert vom 30. Juni bis 2. Juli 1934 noch mindestens vierzehn weitere SA-Angehörige exekutieren. Hitler beförderte Dietrich dafür einige Tage später, mit Wirkung zum 1. Juli 1934, zum SS-Obergruppenführer.
Aus dem „SS-Sonderkommando“ wurde im September 1933 die Leibstandarte SS Adolf Hitler gebildet. Offiziell war die Leibstandarte zwar dem Reichsführer SS Heinrich Himmler unterstellt, faktisch konnte Dietrich jedoch weitestgehend unabhängig von Himmlers Kontrolle agieren. Daher kam es zunehmend zu Konflikten mit der SS-Führung trotz des engen persönlichen Verhältnisses zu Hitler. (Dietrich war einer der wenigen Duzfreunde Hitlers.) Unter Dietrichs Kommando rückte die Leibstandarte im März 1938 nach dem Anschluss in Österreich und nach dem Münchner Abkommen im Oktober 1938 in das Sudetenland ein. Wenige Monate später war Dietrichs Einheit im März 1939 an der Besetzung Böhmen und Mährens beteiligt.

### Zweiter Weltkrieg

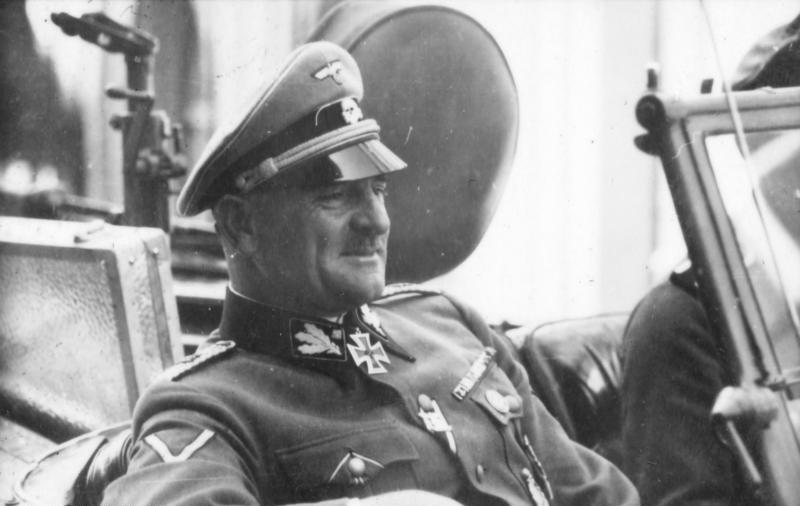
Josef Dietrich in Metz. Aufnahme vom September 1940.

In der Anfangsphase des Zweiten Weltkrieges kommandierte Dietrich seinen Verband als motorisiertes Infanterieregiment bei der Eroberung Polens im September 1939 sowie der Niederlande, Belgiens und Frankreich 1940. Bereits während des Überfalls auf Polen steckten Dietrich untergebene Soldaten der Waffen-SS während ihres Durchmarsches Dörfer in Brand und verletzten auch während des Westfeldzuges bestehendes Kriegsrecht, u. a. durch das Anlegen von Zivilkleidung oder Uniformen des Kriegsgegners. Im Rahmen dieser Feldzüge nahm Dietrichs Leibstandarte auch an der Ermordung polnischer Juden und der Erschießung britischer Kriegsgefangener beim Massaker von Wormhout teil. Im April und Mai 1941 nahm seine Einheit am Balkanfeldzug teil.
Vor dem Beginn des Unternehmens Barbarossa im Juni 1941 wurde Dietrichs Verband in eine motorisierte Division erweitert, die als Bestandteil der Panzergruppe 1 in der Heeresgruppe Süd kämpfte. Sie war an der Kesselschlacht bei Uman sowie am Übergang über den Dnjepr und der Eroberung von Rostow beteiligt. Zum Jahresende erhielt er das Eichenlaub zum Ritterkreuz und wurde von Propagandaminister Joseph Goebbels als herausragender nationalsozialistischer Truppenführer herausgestellt. Im Januar 1942 kehrte Dietrich zu einem Genesungsurlaub ins Deutsche Reich zurück, um Erfrierungen an seinem Fuß auszuheilen. Währenddessen heiratete er in zweiter Ehe Ursula Moninger. Am 20. April 1942, Hitlers Geburtstag, wurde er auf Vorschlag Heinrich Himmlers als „dienstältester Panzergeneral“ zum SS-Oberst-Gruppenführer und Generaloberst der Waffen-SS befördert. 

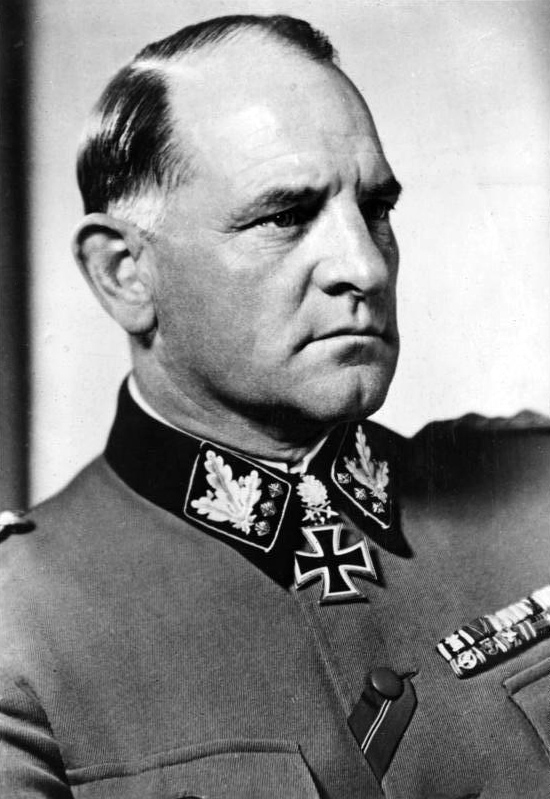
Sepp Dietrich im Rang eines SS-Oberst-Gruppenführers und Generaloberst der Waffen-SS

Zu Dietrichs 50. Geburtstag am 28. Mai 1942 erhielt er von Hitler eine persönliche Dotation von 100.000 Reichsmark. Laut Clark erfolgte seine Ernennung zum SS-Oberst-Gruppenführer und Generaloberst der Waffen-SS im August 1944, jedoch rückwirkend. Seine militärischen Erfolge wurden seitens der NS-Propaganda ausgeschlachtet und Dietrich als „siegreicher Befehlshaber“ und Musterbeispiel des nationalsozialistischen Kämpfer- und Führerideals hingestellt.
Die Leibstandarte wurde inzwischen im Westen umgerüstet und kehrte im Dezember 1942, nun in 1. SS-Panzer-Division „Leibstandarte SS Adolf Hitler“ umbenannt, an die Ostfront zurück. Im März 1943 eroberte Dietrichs Division als Teil des SS-Panzerkorps unter SS-Obergruppenführer Paul Hausser die Stadt Charkow zurück (dritte Schlacht um Charkow). Die zunächst nur als Wachsoldaten ausgebildeten SS-Männer wurden unter seiner Führung für Kriegsverbrechen und ihre Kriegsführung bekannt, die zu hohen Verlusten führte, aber auch militärische Erfolge erbrachte. Vom 27. Juli 1943 bis zum 23. August 1944 kommandierte er das I. SS-Panzerkorps.

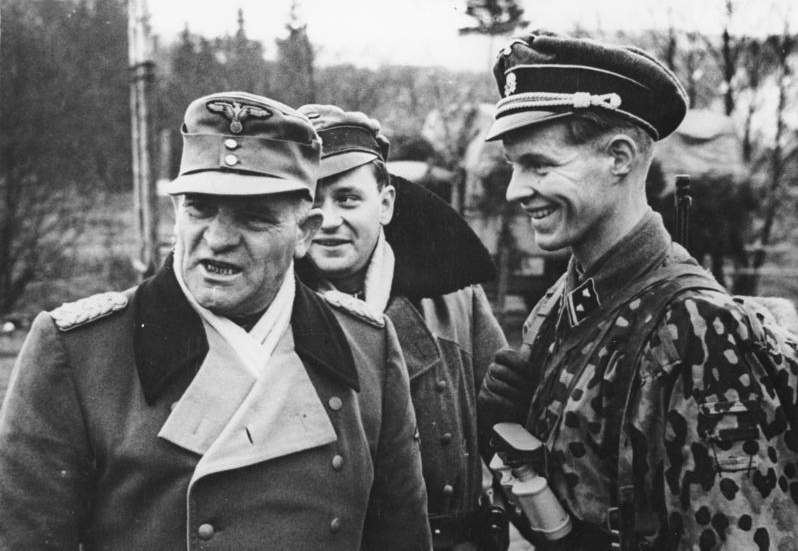
Dietrich (links) im Januar 1945

Von Juni 1944 an war seine Einheit während der alliierten Invasion in der Normandie bei Caen eingesetzt. Im August 1944 wurde Dietrich mit den Brillanten zum Ritterkreuz des Eisernen Kreuzes ausgezeichnet. Im September 1944 wurde er Oberbefehlshaber der 6. Panzerarmee, zu der vier SS-Panzer-Divisionen der Waffen-SS gehörten und die neben zwei weiteren Armeen ab 15. Dezember 1944 in der Ardennenoffensive eingesetzt war.
Generalfeldmarschall Erwin Rommel bereitete 1944 im Westen einen Waffenstillstand mit den Alliierten vor. Um Probleme mit der Waffen-SS zu vermeiden, sprach er Dietrich im Juli 1944 darauf an. Dietrich soll „Sie sind unser Oberbefehlshaber, wir gehen mit Ihnen!“ geantwortet haben.
Mit seiner Armee unterstützte er nach dem Scheitern der Ardennenoffensive die während der Schlacht um Budapest durch die Rote Armee eingeschlossenen deutschen Truppen. Am Ende des Krieges wurde Dietrich von Anfang April 1945 an mit der 6. SS-Panzerarmee als militärischer „Stadtkommandant“ der Schlacht um Wien tätig.
In dieser Zeit gab Dietrich den Befehl den Stephansdom als Vergeltung für „Verrat“ in Schutt und Asche zu schießen, nachdem an diesem die weiße Fahne gehisst worden war. Der Wehrmachtshauptmann Gerhard Klinkicht verweigerte aus moralischen Gründen die Ausführung dieses Befehls und rettete damit den Stephansdom vor der totalen Zerstörung.
Dietrich ergab sich am 8. Mai 1945 mit den Resten seiner Armee dem US-General George S. Patton.

### Nach Kriegsende
Wegen Kriegsverbrechen, die Angehörige seiner SS-Panzer-Division 1943 in Charkow begangen hatten, wurde Dietrich in der Sowjetunion in Abwesenheit zum Tode verurteilt. Am 16. Juli 1946 erhielt er im Malmedy-Prozess, in dem die Erschießung von über 70 US-amerikanischen Kriegsgefangenen durch eine Einheit der Waffen-SS verhandelt wurde, eine Verurteilung zu lebenslanger Haft. Schon 1955 wurde er im Rahmen eines Bewährungsverfahrens begnadigt und im Oktober dieses Jahres aus dem Kriegsverbrechergefängnis Landsberg entlassen, nachdem seine Strafe bereits 1951 in 25-jährige Haft umgewandelt worden war.
Während der Haftzeit hatte sich seine wesentlich jüngere Ehefrau von ihm getrennt und seinen Namen abgelegt. Er konnte daher nicht in sein Heim nach Karlsruhe zurückkehren. Ein Freund aus Ludwigsburg, früherer Kamerad aus der Waffen-SS, verhalf ihm zu einer Wohnung und zu einer Stelle in einer Holzhandlung.
Seine Verbrechen im Zusammenhang mit der Röhm-Affäre wurden 1957 in einem Prozess vor dem Schwurgericht beim Landgericht München I aufgerollt. Den Vorsitz in dem Verfahren hatte der Landgerichtsdirektor Ludwig Graf. Die Verteidigung von Dietrich und seinem Mitangeklagten Michael Lippert übernahm der Rechtsanwalt Alfred Seidl. Im Urteil vom 14. Mai 1957 wurde Dietrich der Beihilfe zum Totschlag für schuldig befunden und zu einer Gefängnisstrafe von 18 Monaten verurteilt, von denen er sechs Monate von August 1958 bis Februar 1959 in der Justizvollzugsanstalt Landsberg verbüßte, ehe er wegen eines Herzleidens vorzeitig entlassen wurde.
Im September 1960 hielt er sich für einen Jagdausflug im österreichischen Burgenland auf, wogegen Einheimische protestierten. Innenminister Josef Afritsch (Bundesregierung Raab III) erklärte Dietrich wegen des öffentlichen Unmuts zur unerwünschten Person und ließ ihn durch Polizeibeamte zur Abreise auffordern.
Dietrich blieb zeitlebens ein überzeugter Anhänger des Nationalsozialismus und engagierte sich in der Hilfsgemeinschaft auf Gegenseitigkeit der Angehörigen der ehemaligen Waffen-SS (HIAG). Er starb 1966 an einem Herzinfarkt. An seiner Beerdigung, bei der auf dem Ludwigsburger Neuen Friedhof neben der SS-Hymne Wenn alle untreu werden und den drei Strophen des Deutschlandlieds auch das verbotene Horst-Wessel-Lied gesungen worden sein soll und der ehemalige SS-Obergruppenführer und General der Waffen-SS Wilhelm Bittrich die Trauerrede hielt, nahmen etwa 5000 Menschen teil, überwiegend aus den Reihen der Waffen-SS. Dies erregte in In- und Ausland großes Aufsehen.

## Wertungen
Die US-amerikanischen Historiker Allbritton und Mitcham urteilen: „Als überzeugter Anhänger Hitlers und hochrangiger SS-Führer war Sepp Dietrich zweifellos persönlich schuldig geworden.“ Dietrich sei „kein erstrangiger Heerführer“ gewesen: „Als Truppenkommandeur begriff Dietrich gewisse strategische Grundsätze nicht, die ein professionell ausgebildeter Offizier verstanden hätte.“
Klaus A. Lankheit schrieb 1998 über Dietrich: „Der volkstümliche Sepp D. war bei den Soldaten außerordentlich beliebt, wurde jedoch von den ausgebildeten Stabsoffizieren weniger günstig beurteilt, weil er mangelhafte militärische Kenntnisse oft durch Draufgängertum ersetzte. Rücksichtslos erfüllte er Hitlers Weisungen, in späteren Kriegsjahren auch gegen besseres Wissen. Auch wenn er in späteren Kriegsjahren Verständnis für die Kritik oppositioneller Wehrmachtsoffiziere an Hitlers Kriegsführung zeigte, war er nicht in der Lage, seine Verstrickung in die Verbrechen des Regimes und seine Mitverantwortung zu erfassen“.

## Auszeichnungen

### Erster Weltkrieg und Zwischenkriegszeit
- Eisernes Kreuz (1914) II. und I. Klasse[6]
- Bayerischer Militärverdienstorden III. Klasse
- Tapferkeitsmedaille (Österreich 1789)
- Schlesischer Adler II. und I. Stufe im Jahre 1919
- Kampfwagen-Erinnerungsabzeichen im Jahre 1921

### Auszeichnungen in der Zeit des Nationalsozialismus
- Goldenes Parteiabzeichen der NSDAP
- Ehrenwinkel der Alten Kämpfer
- SS-Ehrenring (Totenkopfring)
- Blutorden der NSDAP
- Medaille zur Erinnerung an den 13. März 1938
- Medaille zur Erinnerung an den 1. Oktober 1938
- Spange zum Eisernen Kreuz II. und I. Klasse
- Verwundetenabzeichen (1939) in Silber
- Ritterkreuz des Eisernen Kreuzes mit Eichenlaub, Schwertern und Brillanten[34][1]
  - Ritterkreuz am 4. Juli 1940
  - Eichenlaub am 31. Dezember 1941 (41. Verleihung)
  - Schwerter am 14. März 1943 (26. Verleihung)
  - Brillanten am 6. August 1944 (16. Verleihung)
- Medaille Winterschlacht im Osten 1941/42
- Krimschild
- Flugzeugführerabzeichen (ehrenhalber)
- Panzerkampfabzeichen